# 1995年の文学
1995年の文学（1995ねんのぶんがく）は、1995年（平成7年）の文学についてまとめた記事である。

## できごと
- 1月12日 - 第112回芥川龍之介賞・直木三十五賞（1994年下半期）の選考委員会開催。両賞とも「受賞作なし」という結果に終わった。
- 9月27日 – 中国の武漢大学での「三島由紀夫国際シンポジウム」が、大学からの通告により突如、当日に中止となる。すでにドナルド・キーンら日本の研究者が到着していた[1]。

## 賞

### 芥川賞・直木賞
第112回（1994年下半期）
- 芥川賞 - 受賞作なし
- 直木賞 - 受賞作なし

第113回（1995年上半期）
- 芥川賞 - 保坂和志『この人の閾』
- 直木賞 - 赤瀬川隼『白球残映』

### その他の賞
- 谷崎潤一郎賞（第31回） - 辻邦生『西行花伝』
- 泉鏡花文学賞（第23回） - 辻章『夢の方位』
- 群像新人文学賞（第38回） - 受賞作なし
- 野間文芸新人賞（第17回） - 佐藤洋二郎『夏至祭』、水村美苗『私小説 from left to right』
- 海燕新人文学賞（第14回） - 藤野千夜『午後の時間割』、高木芙羽『インスタント・カルマ』

## 1995年の本

### 小説
- 北村薫 『スキップ』（新潮社）
- 小池真理子 『恋』（早川書房）
- 笙野頼子 『増殖商店街』（講談社）
- 高畑京一郎 『タイム・リープ あしたはきのう』（電撃文庫）
- 服部真澄 『龍の契り』（祥伝社）
- 藤原伊織 『テロリストのパラソル』（講談社）
- 宮本輝 『私たちが好きだったこと』（新潮社）
- 村上春樹 『ねじまき鳥クロニクル 第3部 鳥刺し男編』（新潮社）
- 村上春樹、安西水丸 『夜のくもざる』（平凡社）

### その他
- 清沢洌 『暗黒日記 1942年12月～1945年5月』（評論社）
- 澤地久枝 『わたしが生きた「昭和」』（岩波書店）
- 津田晃代 『最後のストライク―津田恒美と生きた2年3カ月』（勁文社）
- とり・みきと吹替愛好会 『吹替映画大事典』（三一書房）
- 中島梓 『夢見る頃を過ぎても』（ベネッセコーポレーション）

## 死去
- 2月4日 - パトリシア・ハイスミス、米国出身の小説家。1963年からはヨーロッパへ移り住んだ。74歳没。
- 2月21日 - ロバート・ボルト、イギリスの劇作家・脚本家。70歳没。
- 3月8日 - 五味川純平、日本の小説家。『人間の條件』を著した。78歳没。
- 4月9日 - 野澤節子、日本の俳人。75歳没。
- 5月12日 - 野崎孝、日本の翻訳家。『ライ麦畑でつかまえて』や『グレート・ギャツビー』などを翻訳した。77歳没。
- 5月31日 - 伊藤正孝、福岡県出身のジャーナリスト・編集者。58歳没。
- 6月14日 - ロジャー・ゼラズニイ、米国のSF作家・ファンタジー作家。58歳没。
- 7月16日 - スティーブン・スペンダー、イギリスの詩人・批評家。86歳没。
- 7月16日 - メイ・サートン、ベルギー出身の米国の小説家・詩人。83歳没。
- 8月28日 - ミヒャエル・エンデ、ドイツの児童文学作家。65歳没。
- 8月30日 - 山口瞳、日本の小説家。68歳没。
- 9月9日 - 高木彬光、青森県出身の推理作家。74歳没。
- 10月29日 - テリー・サザーン、米国の作家・脚本家。69歳没。
- 11月4日 - ジル・ドゥルーズ、フランスの哲学者。70歳没。
- 11月16日 - ジャック・フィニイ、米国のSF作家、推理作家。84歳没。
- 12月25日 - エマニュエル・レヴィナス、フランスの哲学者。89歳没。